# Consejo Asesor en la Preservación Histórica
El Consejo Asesor en la Preservación Histórica (o ACHP por sus siglas en inglés) es una agencia independiente federal de Estados Unidos que promueve la preservación, mejoramiento, y el uso productivo de los recursos históricos de la nación, y aconseja al presidente y al Congreso en las políticas de preservación histórica nacional. 
La meta de la Ley de Preservación Nacional Histórica (NHPA), en la cual es establecida por la ACHP en 1966, es en tener leyes de agencias Federales como responsables sus acciones en los recursos de la nación que afectan a las propiedades históricas. ACHP es la única entidad con la responsabilidad jurídica para alentar a las agencias federales para la preservación histórica.
Dirigida por NHPA, ACHP sirve como el principal asesor de política federal para el presidente y el Congreso; recomienda improvisaciones administrativas y legislativas para mejorar la protección del patrimonio de la nación; aboga por la plena consideración de los valores históricos en la toma de decisiones federales; y revisa los programas federales y las políticas para promover la eficacia, la coordinación y la coherencia con las políticas nacionales de conservación.

## Misión
El 31 de mayo de 2002 la membrecia de la ACHP adoptó la declaración de misión.
"La misión del Consejo Asesor de Preservación Histórica es promover la conservación, mejora, y el uso productivo de nuestros recursos históricos de la nación, y asesorar al presidente y al Congreso nacional sobre la política de preservación histórica."
Estatuariamente, el ACHP tiene un papel importante bajo la Sección 106 del Consejo Nacional de Preservación Histórica. En virtud de dicha sección, las agencias federales tienen que tener en cuenta los efectos de sus empresas en propiedades que aparece en la lista, o elegibles para la inclusión, en el Registro Nacional de Lugares Históricos, y dar a la ACHP una oportunidad razonable de presentar sus observaciones.
La ACHP ha emitido reglamentos que establecen cómo los organismos deben cumplir con la Sección 106 del Consejo Nacional de Preservación Histórica. Se encuentran en 36 C.F.R. parte 800 (2004).